# Francesco Maria Piave

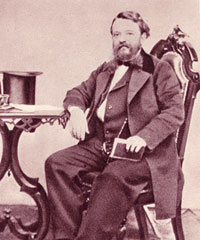
Piave 1870 körül

Francesco Maria Piave (Murano, 1810. május 18. – Milánó, 1876. március 5.) olasz librettista és rendező.

## Élete
1844 és 1860 között a velencei La Fenice színház igazgatója (és librettistája) volt, majd 1861-ben Giuseppe Verdi javaslatára a milánói Scalába szerződött. 1867-ben agyvérzést kapott, és élete végéig lebénult. 1869-ben, hogy támogassa őt és feleségét, Verdi egy hat románcból álló album kiadását tervezte Daniel Auber, Ambroise Thomas, Luigi Ricci, Saverio Mercadante és saját szerzeményeivel, ám ez nem jött létre.
Verdi nagyra értékelte Piavét, aki nem kevesebb, mint 9 (Aroldóval 10) librettót írt számára, s mindenekelőtt azért, mert „urának hűséges szolgája volt”. Bármit is kért tőle Verdi, azonnal átültette a gyakorlatba, de nem volt meg a szellemi függetlensége és önbizalma ahhoz, hogy igazán innovatív, az irodalmi és zenei-drámai konvencióktól elszakadó szövegsablonokat alkosson. Mindazonáltal lehetővé tette Verdi számára, aki szemtanúja volt az 1848-as párizsi forradalomnak, és annak eszméit és célkitűzéseit a magáévá tette, hogy olyan társadalomkritikai darabokat, mint a Rigoletto és a Traviata zenésítsen meg (nem utolsósorban azért, mert a velencei cenzúra viszonylag liberális volt). A Traviata egyébként Verdi (és Piave) egyetlen operája, amely napjaikban játszódik, egyébként Piave szívesen foglalkozott Lord Byron, Victor Hugo, Antonio García Gutiérrez stb. akkoriban divatos romantikus témáival, amelyek többnyire közös barátjuktól, Andrea Maffeitől származtak, amelyeket először ő fordított le olaszra.
Piavét Verdi mindig kissé lekezelte leveleiben, és nem ritkán szinte kigúnyolta alázatossága és elhízottsága miatt.
Piave csaknem 66 éves korában halt meg, és Verdi támogatásával a milánói Cimitero Monumentaléban temették el. Csontjai ma ugyanabban a temetőben, Famedio kriptájában nyugszanak.

## Művei (válogatás)
(a premier helye és éve megjelölésével)
- Ernani Verdinek Victor Hugo Hernanijából (Velence, 1844)
- A két Foscari Verdinek Lord Byron A két Foscarijából (Velence, 1844)
- Macbeth Verdinek William Shakespeare Macbethjéből (Firenze, 1847), majd Verdi átdolgozta Andrea Maffei közreműködésével (Párizs, 1865)
- A kalóz Verdinek Lord Byron Kalózából (Trieszt, 1848)
- Stiffelio Verdi számára a Le pasteur, ou l'évangile et le foyer Émile Souvestre és Eugène Bourgeois darabjából (Trieszt, 1850)
- Crispino e la comare Luigi Riccinek és Federico Riccinek (az egyetlen?) Opera buffa számára, Velence, 1850)
- Rigoletto Giuseppe Verdinek Victor Hugo Le roi s'amuse című műve után (Velence, 1851)
- Traviata Verdinek az ifjabb Alexandre Dumas La dame aux camélias című műve alapján (Velence, 1853)
- Simon Boccanegra Giuseppe Verdi számára Simón Bocanegra után, Antonio García Gutiérrez művéből (Velence 1857), átdolgozta Arrigo Boito és Verdi (Milánó, 1881)
- Aroldo Verdinek Walter Scott és Harold jegyese, Edward Bulwer-Lytton A szász királyok darbja után (a Stiffelio átdolgozása, Rimini, 1857)
- A végzet hatalma Verdi számára Ángel de Saavedra Don Álvaro o la fuerza del sino című műve és egy jelenet Friedrich Schiller Wallenstein táborából (Szentpétervár, 1862), átdolgozta Antonio Ghislanzoni és Verdi (Milánó, 1869)

## Fordítás
Ez a szócikk részben vagy egészben  a   Francesco Maria Piave című német Wikipédia-szócikk ezen változatának fordításán alapul.  Az eredeti cikk szerkesztőit annak laptörténete sorolja fel. Ez a jelzés csupán a megfogalmazás eredetét és a szerzői jogokat jelzi, nem szolgál a cikkben szereplő információk forrásmegjelöléseként.